# Crónicas vampíricas
Las Crónicas vampíricas (en inglés: The Vampire Chronicles) es una serie de novelas fantásticas escritas por Anne Rice que hablan sobre la historia del personaje de ficción Lestat de Lioncourt, acompañado de una serie de enigmáticos personajes vampíricos. Son reconocidas como una de las mejores novelas dedicadas al mito vampírico actual, encargadas de resucitar el mito en los EE. UU. 
Es muy difícil no hacer mención a esta saga literaria cuando se hace referencia al mundo de los vampiros, el gótico y el terror. 
En agosto de 2014 Universal Studios e Imagine Entertainment adquirieron los derechos para la adaptación cinematográfica de la saga, siendo Alex Kurtzman y Roberto Orci los potenciales productores para la franquicia. El contrato incluye también el guion de El ladrón de cuerpos (cuarta novela de la saga) adaptado por Christopher Rice para el cine.

## Libros de la serie
1. Entrevista con el vampiro, o Confesiones de un vampiro (Interview with the Vampire) 1976), ISBN 0-394-49821-6[1][2]
En estas primeras memorias de un vampiro de la tribu, Louis de Pointe du Lac relata la historia de su vida a un periodista al que conoce en San Francisco, Daniel Molloy. Nacido en el siglo XVIII en Luisiana, Louis, un rico propietario de una plantación, conoce al misterioso Lestat de Lioncourt, quien le ofrece la inmortalidad a través de la Sangre. Louis acepta e inicia así una larga búsqueda para averiguar quién es y en qué se ha convertido. La niña vampiro Claudia y el misterioso Armand del Théâtre des Vampires son también personajes centrales de la historia.
2. Lestat el vampiro (The Vampire Lestat) (1985), ISBN 1-127-49040-0[2]
Lestat de Lioncourt ofrece aquí su autobiografía completa, relatando su vida en la Francia del siglo XVIII, primero como aristócrata de provincias sin un céntimo, luego como actor teatral parisino y, finalmente, como vampiro enfrentado a otros no-muertos, incluidos los miembros de los Hijos de Satán. Tras un largo recorrido físico y espiritual, Lestat revela los antiguos secretos de la tribu de los vampiros, que ha guardado durante más de un siglo, y se convierte en una gran estrella de rock con la intención de desatar una guerra con la humanidad que contribuya a unir a los no-muertos, pero que desemboca en una masacre de vampiros.
3. La reina de los condenados (The Queen of the Damned) (1988), ISBN 978-0394558233[2]
Aunque escrita por Lestat, esta historia incluye múltiples puntos de vista de mortales e inmortales de todo el planeta, a raíz de las revelaciones contenidas en los vídeos y la música rock de Lestat, que han despertado de su prolongado sueño a la Reina de los Vampiros, Akasha, nacida hace seis mil años. Este es el primer libro que abarca a la tribu entera de los no-muertos a lo largo de todo el mundo. Aquí aparece por primera vez también la misteriosa orden secreta conocida como la Talamasca, integrada por eruditos mortales que estudian el mundo paranormal.
4. El ladrón de cuerpos (The Tale of the Body Thief) (1992), ISBN 978-0-679-40528-3[2]
Libro de memorias de Lestat en el que relata su desastroso tropiezo con un astuto y siniestro mortal llamado Raglan James, un hechicero experto en el cambio de cuerpos. Este enfrentamiento obliga a Lestat a estrechar su relación con su amigo David Talbot, el superior general de la Orden de la Talamasca, cuyos miembros se dedican al estudio de lo paranormal.
5. Memnoch el diablo (Memnoch The Devil) (1995), ISBN 0-679-44101-8[2]
Lestat narra una aventura personal llena de misterios y golpes demoledores, centrada en su confrontación con un poderoso espíritu llamado Memnoch, que proclama ser nada menos que el Diablo de la tradición cristiana, el Ángel Caído en persona. Memnoch invita a Lestat a emprender con él un viaje por el cielo y el infierno e intenta reclutarlo como lugarteniente.
6. El vampiro Armand (The Vampire Armand) (1998), ISBN 978-0-679-45447-2[2]
Aquí, Armand, una presencia enigmática en las anteriores novelas, ofrece al lector su autobiografía, narrando su larga historia desde la época del Renacimiento, cuando es secuestrado en Kiev y llevado como esclavo sexual a Venecia, donde habrá de rescatarlo el poderoso y anciano vampiro Marius. Víctima de otro secuestro, sin embargo, Armand cae en manos de los crueles y famosos Hijos de Satán, un grupo de vampiros supersticiosos que adoran al diablo. Aunque Armand concluye su historia en el momento contemporáneo e introduce nuevos personajes en la serie, la mayor parte de su relato se centra en sus primeros años.
7. Merrick (2000), ISBN 0-679-45448-9[2]
Narrada por David Talbot, esta historia se centra en Merrick, una mujer de color de una antigua familia de Nueva Orleáns y miembro de la Talamasca, que trata de convertirse en vampira durante los últimos años del siglo XX. Esta es una novela híbrida, e incluye la aparición de algunos personajes de otra serie de libros dedicada a la historia de las Brujas de Mayfair de Nueva Orleáns, con quienes Merrick está vinculada, pero el grueso del relato se centra en la relación de Merrick con los no-muertos, incluido Louis de Pointe du Lac.
8. Sangre y oro (Blood and Gold) (2001), ISBN 0-679-45449-7[2]
Otras memorias vampíricas, esta vez escritas por el antiguo romano Marius, que aclaran muchas cosas sobre sus dos mil años entre los no-muertos y sobre los desafíos que debió afrontar para proteger el misterio de Los Que Deben Ser Guardados, los antiguos padres de la tribu, Akasha y Enkil. Marius ofrece su propia versión de la historia de amor que tuvo con Armand y de sus enfrentamientos con otros vampiros. La novela concluye en el momento contemporáneo, pero se centra básicamente en el pasado.
9. El santuario (Blackwood Farm) (2002), ISBN 0-345-44368-3[2]
Una novela híbrida narrada por Quinn Blackwood, que relata su historia personal y su relación con la Talamasca, con los no-muertos y con las Brujas de Mayfair de Nueva Orleáns, quienes protagonizan otra serie de libros. La historia se desarrolla en un breve período de tiempo, durante los primeros años del siglo XXI.
10. Cántico de sangre (Blood Canticle) (2003), ISBN 0-375-41200-X[2]
Una novela híbrida, narrada por Lestat, que cuenta sus aventuras con Quinn Blackwood y con las Brujas de Mayfair, protagonistas de otra serie de libros. Esta historia se centra en un breve período en los primeros años del siglo XXI.
11. El príncipe Lestat (Prince Lestat) (2014), ISBN 978-0-307-96252-2[3]
Ha pasado más de una década desde que Lestat, el infame Príncipe Malcriado, se marchara a un retiro autoimpuesto. El mundo vampírico carece prácticamente de líder y está sumido en el caos. En las grandes ciudades, los vampiros se pelean por el territorio. El joven bebedor de sangre Benji Mahmoud monta una emisora de radio clandestina para llamar a la paz a todos los no-muertos del mundo, y suplica a los ancianos de la tribu que hagan acto de presencia y ayuden a sus hijos. Cuando algunos vampiros comienzan a oír una misteriosa voz telepática que les dice que quemen aquelarres y destruyan a los de su propia especie, Lestat no tiene más alternativa que abandonar el exilio y ayudar a la tribu a enfrentar los desafíos que amenazan con destruirla.
12. El príncipe Lestat y los reinos de la Atlántida (Prince Lestat and the Realms of Atlantis) (2016), ISBN 978-038535379-3[2]
Tras haber establecido su corte glamurosa y bella en el Château de Lioncourt, en las montañas de Francia, Lestat, el nuevo Príncipe de los Vampiros, tiene la esperanza de gobernar en paz a los no muertos, pero se presenta un enemigo nuevo e inesperado. Aparecen unos extraños seres que ofrecen una dimensión imprevista a la historia de Amel, el espíritu que anima a toda la tribu vampírica. Lestat debe hacer frente a la posibilidad real de la extinción inmediata y total de los vampiros.
13. La comunidad de la sangre (Blood Communion: A Tale of Prince Lestat) (2018), ISBN 978-1524732646[2]
La novela es un cuento relatado por el vampiro Lestat de Lioncourt, en el que narra sus enfrentamientos con el villano vampiro Rhoshamandes; sus esfuerzos por gobernar con éxito el mundo vampírico como Príncipe Lestat; y sus intentos de unir a los vampiros del mundo en una tribu familiar unificada, con el fin de poner punto final a siglos de enemistad y aislamiento entre las distintas facciones e individuos vampíricos. A lo largo de la novela, Lestat se ve obligado a lidiar con cuestiones de mortalidad vampírica; las limitaciones de su propia capacidad para salvar y proteger a sus seres queridos; así como su propósito y metas generales como bebedor de sangre y como Príncipe de los vampiros.
Es la novela final de la serie, tras el fallecimiento de Rice el 11 de diciembre de 2021.

## Series relacionadas
Anne Rice ha escrito otras novelas ambientadas en el universo de las Crónicas vampíricas, agrupadas en dos series.

### SerieNuevas historias de vampiros
Paralelamente a las Crónicas vampíricas, en las que Lestat es el vehículo de la historia; Anne Rice enriquece su mitología vampírica con otras biografías externas a la historia original que ofrecen nuevos datos para entender el universo de la autora. Por esa razón están englobadas bajo el título de Nuevas historias de vampiros o Nuevas crónicas vampíricas (New Tales of the Vampires), independientemente de que la fecha de publicación de las novelas sea anterior a algunos de los libros de las crónicas originales.
1. Pandora (1998), ISBN 0-375-40159-8[4]
Este relato es la confesión autobiográfica de Pandora, quien narra su vida en el antiguo Imperio romano en la época de Augusto y Tiberio, incluida su trágica historia de amor con el vampiro Marius. Aunque relata otros hechos posteriores, el libro se centra principalmente en el primer siglo de Pandora como vampira.
2. Vittorio el vampiro (Vittorio the Vampire) (1999), ISBN 0-375-40160-1[4]
Esta es la autobiografía de Vittorio de Toscana, quien se convierte en miembro de los no-muertos durante el Renacimiento. Este personaje no aparece en otras obras de las Crónicas Vampíricas, pero pertenece a la misma tribu y comparte la misma cosmología.

### SerieLas brujas de Mayfair
La serie Las brujas de Mayfair (Lives of the Mayfair Witches) se sitúa en el mismo universo de las Crónicas vampíricas. Narra la historia de los miembros de la familia Mayfair, su conexión con un espíritu y los sucesos resultantes por el deseo de este de tener un cuerpo físico y reproducirse.
La serie consta de las novelas:
1. La hora de las brujas (The Witching Hour) (1990), ISBN 0-394-58786-3[2]
2. La voz del Diablo (Lasher) (1993), ISBN 0-679-41295-6[2]
3. Taltos (1994), ISBN 0-679-42573-X[2]

Además estas tres novelas de la serie Crónicas vampíricas tienen historias en común con Las brujas de Mayfair:
1. Merrick (2000)
2. El santuario (Blackwood Farm) (2002)
3. Cántico de sangre (Blood Canticle) (2003)

## Adaptaciones
- Entrevista con el vampiro (1994), película dirigida por Neil Jordan, basada en la novela Entrevista con el vampiro
- La reina de los condenados (2002), película dirigida por Michael Rymer, basada en las novelas Lestat el vampiro y La reina de los condenados
- Entrevista con el vampiro (2022), serie creada por Rolin Jones, basada en

"Las Crónicas Vampíricas"